# Bob Sinclar
Bob Sinclar, pseudonimo di Christophe Le Friant (Bois-Colombes, 10 maggio 1969), è un disc jockey e produttore discografico francese, proprietario della casa discografica Yellow Productions.
Tra i più noti DJ producer francesi, raggiunse la fama mondiale nel 2005 con la hit Love Generation. È apparso in vari anni nella prestigiosa classifica Top 100 DJs della rivista DJ Magazine, col piazzamento più alto al numero 33 nel 2011. Lo pseudonimo Bob Sinclar è ricavato dal personaggio di Bob Saint-Clair, interpretato da Jean-Paul Belmondo nel film Come si distrugge la reputazione del più grande agente segreto del mondo di Philippe de Broca del 1973..

## Biografia
Cominciò diciottenne nel 1987 specializzandosi in funky e hip hop con il soprannome di re Chris The French Kiss.
Nel 1990 incontrò DJ Yellow con il quale fondò la Yellow Productions, basata inizialmente sulla musica soul, hip hop e acid jazz, e direttasi poi verso la musica house.
La sua prima club hit fu "Gym tonic", una collaborazione con Thomas Bangalter dei Daft Punk che ne fu co-produttore. Nel disco venne campionata la voce di Jane Fonda prelevando il suono da una audiocassetta di fitness. La stessa Jane Fonda, più tardi, negò la sua autorizzazione all'uso di quel campione sonoro, così i due produttori, non potendo uscire con una versione di Gym tonic, co-produssero una cover collaborando con Paul Glancey e Duncan Glasson degli Spacedust.
Il brano conteneva elementi sonori di Gym tonic e di Music Sounds Better with You degli Stardust, altro gruppo meteora che aveva le medesime radici. Il brano raggiunge il primo posto nella classifica dei singoli del Regno Unito.
Seppur già famoso nell'ambiente disco, ha ottenuto fama mondiale a livello commerciale con la canzoni Love Generation del 2005 e World, Hold On del 2006, sigle dei titoli di testa dei cinepanettoni Natale a Miami e Natale a New York. La stessa Love Generation fu anche una delle canzoni ufficiali dei Mondiali 2006. Nel 2006 ha vinto il World Music Award al miglior dj nel mondo.
Il 16 maggio 2007, in onore della vittoria di Nicolas Sarkozy, e sotto sua richiesta, mixa in Place de la Concorde.
Nel 2009 esce il suo nuovo album, che ha visto un lavoro di circa un anno alle spalle e conta la collaborazione di grandi artisti come il consolidato Steve Edwards, ma anche personaggi come Sugarhill Gang, Shabba Ranks, Kevin Lyttle, Tony Rebel. Con questo disco, uscito a maggio, Sinclar torna sulle musicalità del reggae e del reggaeton da lui reinterpretati in chiave discotecara. Campiona la Lambada dei Kaoma e Bongo Bong di Manu Chao, utilizza Mr. Tambourine Man di Bob Dylan per ritornare, poi, alla house che lo ha reso celebre dei tempi di Kiss my eyes con The way I feel. Tra i suoi brani del 2009 c’è anche Peace Song, presente nei titoli di coda del cinepanettone Natale a Beverly Hills.
Sperimenta anche la musica indiana e mediorientale con i brani We are everything e Belly Dancer.

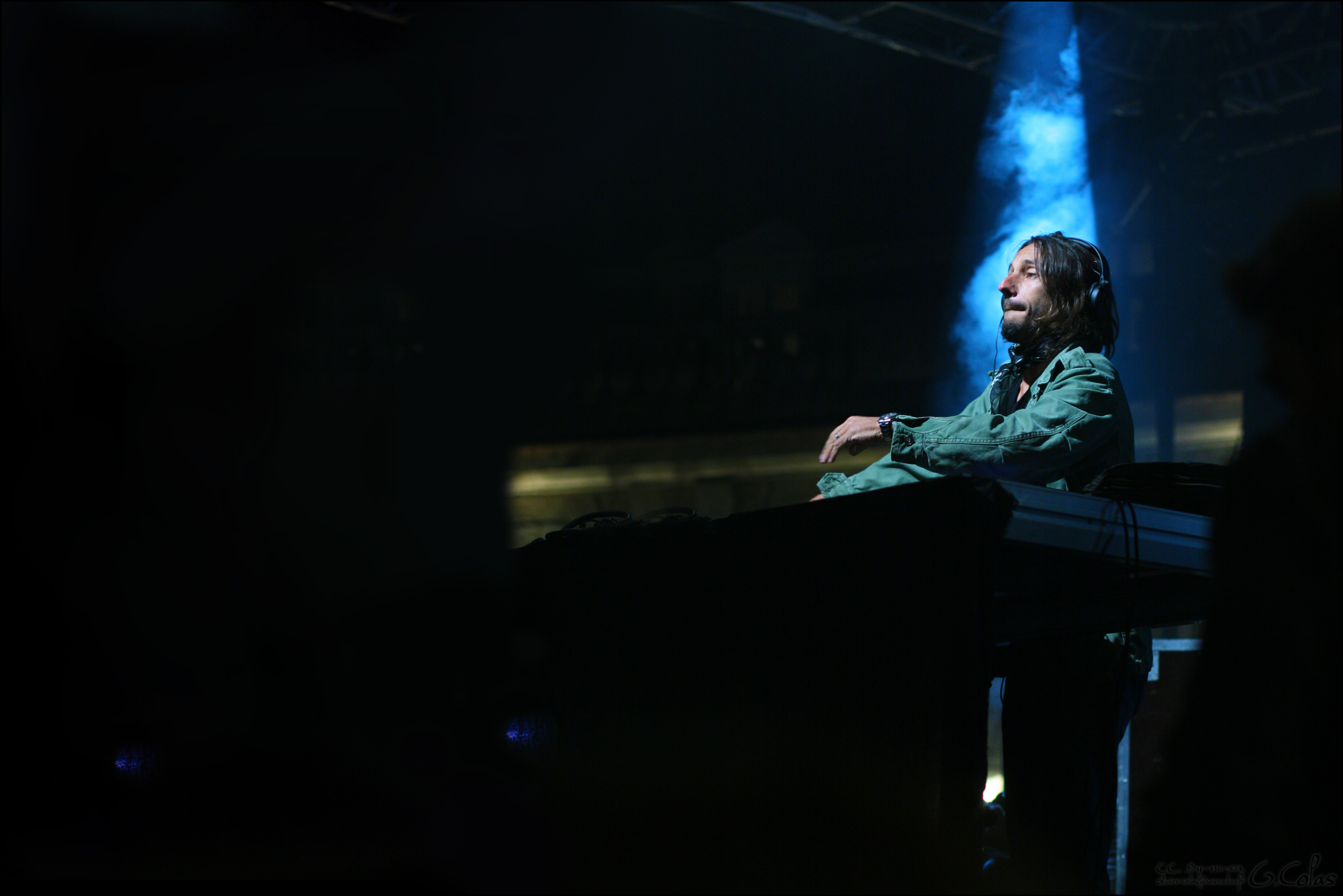
Bob Sinclar in concerto, 2009

L'album viene anticipato ad aprile dal singolo LaLa Song, realizzato in collaborazione con (Master Gee) e Wonder Mike dei Sugarhill Gang, e sarà presente sugli scaffali di tutta Italia dall'8 maggio.
Il 12 marzo 2010 venne pubblicato il suo nuovo album Made in Jamaica che fu candidato anche ai Grammy. Quest'ultimo è una raccolta dei suoi più grandi successi remixati e riagganciati in chiave reggae. Nell'album sono presenti solo due inediti. Il primo è il singolo I Wanna, che vede la collaborazione nella parte vocale del giamaicano Shaggy e di Sahara. Il secondo inedito è Rainbow of Love, che viene estratto come singolo in una versione più dance, rispetto all'originale reggae chiamato Rainbow of Life, cantata da Ben Onono.
Quest'ultima canzone viene usata come colonna sonora dello spot dell'Alfa Romeo MiTo, in cui compare lui stesso. Nello stesso anno appare anche nel video di Hello di Martin Solveig e Dragonette, pur non partecipando alla realizzazione del pezzo.
Sempre nel 2010 pubblica Bob Sinclar: The Best Of, raccolta di tutti i suoi singoli più famosi che in Italia è arrivato alla posizione numero 73.
Il 4 gennaio 2011 viene pubblicato il suo nuovo singolo Tik Tok, in collaborazione con Sean Paul.
Il 15 aprile 2011 Bob Sinclar lancia il video di Far l'amore, remix del brano scritto da Gianni Boncompagni e Daniele Pace e composto da Carmelo Carucci e portato al successo da Raffaella Carrà nel 1976 A far l'amore comincia tu; il brano raggiunge la sesta posizione nella classifica FIMI dei singoli più scaricati in Italia. Nel 2011, insieme a Raffaella Carrà, commenterà per l'Italia l'Eurovision Song Contest 2011.
Nello stesso anno interpreta se stesso nel cinepanettone Vacanze di Natale a Cortina con Christian De Sica e Sabrina Ferilli. Del film ha curato la colonna sonora, intitolata Bob Sinclar presenta: Vacanze di Natale a Cortina, che è salita in classifica sino alla posizione numero 10, contenente il remix di Maracaibo e Dolce vita che, nella versione originale, erano presenti in Vacanze di Natale (1983), il primo cinepanettone della serie. Lancia inoltre Fuck with You, il suo ultimo lavoro con la cantante Sophie Ellis Bextor, che è arrivata in Italia alla posizione numero 7, anticipando il suo nuovo album, “Disco Crash”, uscito il 31 gennaio 2012. Questo album è arrivato alla posizione numero 49. Appassionato giocatore di tennis ha girato un video sul campo dello Stade Roland Garros durante gli Open di Francia, inoltre dotato di un fisico tonico e scolpito ha fatto da modello al marchio di underwear Yamamay.
Nel 2013 pubblica un nuovo album intitolato Paris by Night. Nell'estate del 2014 pubblica il singolo Heart of Glass per aiutare l'UNICEF, in collaborazione con la modella Gisele Bündchen. Nel 2015 lavora nuovamente con Raffaella Carrà per il singolo Forte. Nell'estate 2016 esce il singolo Somebody who needs me. Nel settembre 2017 pubblica il singolo Til the Sunrise Up con Akon.
L'8 giugno 2018 esce il singolo I Believe, con la partecipazione vocale di Tonino Speciale. Il 13 maggio 2022 pubblica il singolo Borderline, scritto e cantato da Nyv, artista di origine marocchina che vive in Italia.
Nel 2022 super ospiti al loro festival, uno degli appuntamenti italiani più importanti del panorama musicale, sono stati: Mario Biondi, Ivana Spagna, Kim Lukas, Cristina D'Avena e Mania 90 di Emanuele Caponetto e tanti altri del panorama dance mondiale.
| DJ          | 2006 | 2007 | 2008 | 2009 | 2010 | 2011 | 2012 | 2013 | 2014 |
| ----------- | ---- | ---- | ---- | ---- | ---- | ---- | ---- | ---- | ---- |
| Bob Sinclar | 52   | 63   | 40   | 35   | 38   | 33   | 94   | 88   | -    |

## Discografia
Album in studio
- 1998 – Paradise
- 2001 – Champs-Elysées
- 2003 – III
- 2006 – Western Dream
- 2007 – Soundz of Freedom
- 2009 – Born in 69
- 2010 – Made in Jamaica
- 2012 – Disco Crash
- 2013 – Paris by Night

Raccolte
- 2010 – The Best Of

Singoli
- 1998 – Gym Tonic con la co-produzione di Thomas Bangalter
- 1998 – The Ghetto
- 1998 – Ultimate Funk con Big Ali
- 1999 – My only love con i Superfunk
- 2000 – I Feel For You, con Cerrone's Angels
- 2000 – Darlin', con James D-Train Williams
- 2000 – Greetings From Champs Elysées EP
- 2001 – Freedom, con Gene Van Buren
- 2001 – Give me love con Cerrone
- 2001 – Love is the answer con Cerrone
- 2001 – Ich Rocke
- 2001 – Save Our Soul
- 2002 – The Beat Goes On, con Linda Lee Hopkins
- 2003 – Kiss My Eyes, con Camille Lefort
- 2003 – Prego, con Eddie Amador
- 2003 – Slave Nation
- 2004 – Sexy Dancer, con Cerrone's Angels
- 2004 – You Could Be My Lover, con Linda Lee Hopkins
- 2005 – Love Generation, con Gary Pine
- 2006 – Generación Del Amor (versione spagnola)
- 2006 – World, Hold On (Children of the Sky), con Steve Edwards
- 2006 – Rock This Party (Everybody Dance Now), con Cutee B Feat. Dollarman & Big Ali
- 2006 – Everybody Movin', con Ron Carroll & Mz Toni
- 2007 – Give a Lil' Love, con Gary Pine
- 2007 – Tennessee
- 2007 – Sound of Freedom, con Gary Nesta Pine
- 2007 – What I Want, con Fireball
- 2007 – Together, con Steve Edwards
- 2007 – Tribute, con Michael Robinson & Ron Carroll
- 2008 – All around the world, con Lionel Richie
- 2008 – Hot Stuff (Let's Dance) Remix, con Craig David
- 2008 – What a Wonderful World, con Axwell feat. Ron Carroll
- 2008 – Zookey, con Yves Larock
- 2009 – LaLa Song, con Sugarhill Gang
- 2009 – Love You no More, con Nicola Fasano & Shabba Ranks
- 2009 – Peace Song con Steve Edwards
- 2009 – New New New
- 2009 – We are Golden Remix con Mika
- 2010 – I Wanna, con Shaggy & Sahara
- 2010 – Rainbow of Love, con Ben Onono
- 2010 – Alive Remix, con Mondotek
- 2010 – Tik Tok, con Sean Paul
- 2010 – The Russian March feat. Dirty South
- 2011 – Rock The Boat, con Pitbull, Nari & Milani
- 2011 – Fuck the Disco
- 2011 – Far l'amore, con Raffaella Carrà
- 2011 – Me Not a Gangsta feat Colonel Reyel
- 2011 – Fuck With You feat. Sophie Ellis Bextor & Gilbere Forte
- 2012 – Rock the Boat feat. Pitbull, Dragonfly & Fatman Scoop
- 2012 – Groupie
- 2013 – Summer Moonlight
- 2013 – Cinderella (She Said Her Name)
- 2013 - Far L'amore (Feat.Raffaella Carrà)
- 2014 – Back Again
- 2014 – Heart of Glass con Gisele Bündchen
- 2015 – Forte con Raffaella Carrà
- 2015 – Feel the Vibe feat. Dawn Tallman
- 2016 – Someone Who Needs Me
- 2016 – Burning con Daddy's Groove
- 2017 – Til the Sun Rise Up con Akon
- 2018 – I Believe
- 2019 – Electrico Romantico (feat. Robbie Williams)
- 2020 – I'm On My Way feat Omi
- 2021 – We Could Be Dancing (con Molly Hammar)
- 2021 – D.N.A (con Kee)
- 2022 – Borderline (con Nyv)
- 2022 – I'm Still In Love (con Stadiumx)
- 2022 – Deep Inside Of Me (con A-Trak)
- 2023 – Adore
- 2023 – Never Knew Love Like This Before (con QUINZE)
- 2023 – Capoeira Mata Um (Zum Zum Zum)
- 2023 – Ti sento (feat. Antonella Ruggiero)
- 2024 – Digane (con Sofiya Nzau)
- 2024 – Love Generation (Reimagined)
- 2024 - Sinceramente (feat. Annalisa)
- 2025 - Cruel Summer

## Filmografia
- Vacanze di Natale a Cortina, regia di Neri Parenti (2011)